# Peter Schimikowski
Peter Schimikowski (* 13. Februar 1953 in Aurich) ist ein deutscher Versicherungswissenschaftler und Fachhochschullehrer.

## Biografie
Schimikowski wuchs in Mainz auf und besuchte dort das Gymnasium, wo er auch die Reifeprüfung ablegte. Von 1972 bis 1979 studierte er an der Johannes-Gutenberg Universität in Mainz und an der Universität in Tübingen Rechtswissenschaft. 1976 legte er sein 1. Staatsexamen ab. Er promovierte über das Thema Experimente am Menschen. Zur strafrechtlichen Problematik des Humanexperiments. Nach seinem 2. Staatsexamen im Jahr 1979 war er als wissenschaftlicher Fachangestellter im Fachbereich Wirtschaft der Universität Siegen tätig. Von 1982 bis 1990 arbeitete Schimikowski im Leitungsstab des Bundesverkehrsministeriums.
Seit 1990 ist er als Professor an der TH Köln, Fakultät für Wirtschafts- und Rechtswissenschaft, Institut für Versicherungswesen, tätig. Seine Lehrgebiete umfassen insbesondere das Versicherungsvertragsrecht und die allgemeine Haftpflichtversicherung. Seit 1991 hat er etliche Bücher veröffentlicht, die sich mit dem Versicherungswesen befassen. Hierzu zählen die Auflagen des Versicherungsvertragsgesetzes (VVG) sowie des Versicherungsvertragsrechts, die im C.H. Beck-Verlag veröffentlicht wurden. Weiterhin ist Schimikowski seit 2007 Teil der Schriftleitung in der juristischen Zeitung „Recht und Schaden“. April 2019 ist er als Professor in den Ruhestand gegangen. Seitdem arbeitet er als Anwalt für die Rechtsanwaltsgesellschaft „Axis-Rechtsanwälte GmbH“.

## Publikationen
- Experiment am Menschen. Zur strafrechtlichen Problematik des Humanexperiments, Stuttgart (Enke-Verlag) (= Diss.), 1980
- Haftung für Umweltrisiken, Sankt Augustin, 1991
- Bürgerliches Recht, 4. Auflage, Düsseldorf (Werner Verlag), 1991
- Gründzüge des Wirtschaftsrechts, 2. Auflage, München (Verlag Vahlen), 1991
- Umwelthaftungsrecht und Umwelthaftpflichtversicherung, 6. Auflage, Karlsruhe (Verlag Versicherungswirtschaft), 2002
- Das neue Versicherungsvertragsgesetz, Köln (Bundesanzeiger Verlag) (zus. mit Höra), 2007
- Übungen im Versicherungsrecht, 4. Auflage, Karlsruhe (Verlag Versicherungswirtschaft), 2009
- Festschrift für Johannes Wälder, München (Verlag C.H. Beck), 2009
- Versicherungsvertragsrecht 5. Auflage, 2014
- Versicherungsvertragsgesetz Handkommentar (Nomos) 2. Auflage, 2011
- Haftpflichtversicherung, Kommentar zu den AHB und weiteren Haftpflichtversicherungsbedingungen 2. Auflage, 2015